# サクラチヨノオー
サクラチヨノオー（欧字名: Sakura Chiyono O、1985年2月19日 - 2012年1月7日）は、日本の競走馬、種牡馬。
1988年の東京優駿（日本ダービー）（GI）優勝馬。他に同年の弥生賞（GII）、1987年の朝日杯3歳ステークス（GI）を制した。
昭和時代の最後のダービー馬である。

## 生涯

### デビューまで
サクラセダンは1972年に北海道静内町の谷岡牧場で生産された牝馬で、1976年の中山牝馬ステークス（OP）など6勝を挙げて繁殖牝馬となった。牧場主の谷岡幸一は、マルゼンスキーが朝日杯3歳ステークス優勝直後に種牡馬のシンジケート株所有をオーナーに交渉するなど高く評価しており、そのサクラセダンにマルゼンスキーを配合した。そして産まれた3番仔のサクラトウコウは、1983年の函館3歳ステークスを優勝した。サクラトウコウの活躍を見てから、谷岡は再びマルゼンスキーを種付けすることを決意。1985年2月19日、谷岡牧場にて、サクラトウコウの全弟として鹿毛の仔（7番仔、後のサクラチヨノオー）が誕生した。
7番仔は、これまでの多くのマルゼンスキー産駒とは異なり、脚が曲がっていなかった。このことから谷岡は手ごたえを感じていた。また兄サクラトウコウよりも胴が長く、谷岡は長い距離もこなすことではと考えるようになっていた。サクラトウコウを管理していた境勝太郎調教師が牧場を訪れてその仔を高く評価すると、生後数日後に、「サクラ」の冠名で知られる全演植オーナーによる所有、その主戦である境厩舎による管理、小島太の騎乗までが内定した。冠名に横綱千代の富士を組み合わせた「サクラチヨノオー」と命名される。
サクラチヨノオーは、2歳になると育成が施され、年末には美浦トレーニングセンターの境厩舎に入厩した。
サクラチヨノオーがデビューする前、全と小島は、仲違い状態にあった。1987年の4歳クラシックは、サクラスターオーで臨むはずだったがコンビ解消、東信二が騎乗していた。それを見ていた調教助手の松本重春は小島に「もう和解しないとまずい。サクラチヨノオーという馬は大仕事をやる気がするんだ。せっかくオーナーが滅多に来ないローカルに来るんだから、頼むから乗ってくれ」と促し、和解が実現する。よってサクラチヨノオーは、予定通り小島が騎乗することとなった。

### 競走馬時代

#### 3歳（1987年）
1987年8月8日、函館競馬場の新馬戦（芝1000メートル）でデビュー。1番人気の支持で出走し、2番手から直線で先頭となり、後方に3馬身半差を広げて勝利した。この勝利に小島は、物見や斜行を指摘したが、能力があり、長い距離の方が良いと評した。生産した谷岡はウインズ静内で観戦していたが、走りを見た周囲の観客から「大物」という声が湧き上がった。兄サクラトウコウが制した函館3歳ステークスを見送り、本州に戻り休養に入った。
10月の中山競馬場の芙蓉特別（OP）で復帰し、1番人気で出走した。中団から第3コーナー付近で先行勢に並びかけ、最後の直線で先頭に立つと、後方に2馬身半離して2連勝、橋本邦治は「楽勝」と評している。続いて東京競馬場のいちょう特別（OP）では、後方から追うレースを覚えさせようとしたが、初の不良馬場や進路を容易に確保することができず、前に2馬身半差遅れて、2着に敗れた。全は「良馬場なら大丈夫」としていた。
続いて初の重賞、関東の3歳チャンピオン決定戦である朝日杯3歳ステークス（GI）に参戦。関東地方は雪に見舞われ、12月6日の開催が中止となって翌週の13日に振替となったが、13日も雪のため2レースで打ち切りとなった。同じ頃、小島のもとには北海道の実家から「父が危篤」の知らせが入り、小島は実家に帰り父の最期を看取り、葬式をしてから水曜日に美浦トレーニングセンターに戻った。朝日杯3歳ステークスは12月20日に開催、2週間の延期と、有力馬の故障により、朝日杯3歳ステークスの出走馬は6頭での競走となった。サクラチヨノオーは初めて耳を塞ぐ馬具を装着し、1.9倍の1番人気の評価を受けて出走した。
良いスタートから2コーナーでツジノショウグンと競り合う形となった。直線コースまで2頭は並んだままとなり、内にいるサクラチヨノオーは、肩に5発ムチを入れた後に仕掛けられ、外のツジノショウグンには左ムチが連打。坂の頂上で次第にサクラチヨノオーが優勢となり、ツジノショウグンをクビ差退けて先頭で入線した。重賞およびGI初勝利となり、また1976年優勝の父マルゼンスキーに続き、親仔制覇を達成した。境は「これまでにない大物」と評し、今後の戦いに向けて腹部の充実、馬体重の増加を求めていた。谷岡は、1971年の有馬記念（トウメイ）以来16年振りのタイトル獲得にもかかわらず「目標のレースではないから」と競走後の表彰式を欠席した。
大川慶次郎は、3着のカゲマルまでの3頭の力関係を横一線に評価し「同じAクラスでも、ややBクラスに近いもの」と判断した。同じ日に行われた関西の3歳チャンピオン決定戦である阪神3歳ステークス（GI）では、朝日杯3歳ステークスと同じ1600メートルをサッカーボーイが1分34秒5のレコードで制した。
『全日本フリーハンデ』では「それだけの強さを持っているが、やはりそれ以上のプラスアルファを感じさせない」「これ以上大きく育つという馬でもない」と評された。月刊誌の優駿が発表する『フリーハンデ』は、「55」が与えられて3歳関東部門では単独首位となった。一方、関西部門首位のサッカーボーイには、テンポイントと同じ「56」という世代最高の評価が与えられた。
JRA賞最優秀3歳牡馬の記者投票は、サクラチヨノオー15票に対し、127票を集めたサッカーボーイが受賞した。

#### 4歳（1988年）
4歳の始動戦には、共同通信杯4歳ステークス（トキノミノル記念、GIII）を選択。2か月ぶりの出走となったが、最終追い切りで馬なり調教を施すなど余力ある状態での復帰戦となった。朝日杯3歳ステークスで上位3頭が再び集まる中、2.4倍の1番人気で出走した。逃げるミュゲロワイヤルを追う好位で進んだが、追い上げることができずに後続に捕まり、モガミファニーとモガミナインにかわされて4着に敗退した。境は軽めの調教を施したことに敗因を求めていた。大川は終始、円滑に進んだにもかかわらず敗れたことから「惨敗」と評した。
皐月賞のトライアル競走である弥生賞（GII）に参戦した。境は軽めの調教で敗れた反省を生かして、4歳馬には厳しい調教を課した。最優秀3歳牡馬の座を争ったサッカーボーイの始動戦となり、初めて東西3歳王者の直接対決が実現した。サッカーボーイが1.6倍の1番人気に推され、それに次ぐ5.5倍の2番人気であった。
サッカーボーイと京成杯（GIII）を制した3番人気のトウショウマリオが単枠指定となったが、サクラチヨノオーには適用されなかった。スタートから前方を進み「他の馬が行かなかった」ために仕方なく逃げ、1000メートルを1分1秒8で通過するスローペースを刻んだ。直線では単枠指定の2頭が大外から追い込んでいた。しかし、あまりに後方が迫り来ず、小島が途中で後方を振り返る余裕を見せた。結局それらに2馬身離し、逃げ切り勝利。境が「ジョッキーの作戦勝ち」と評したように、敗れたサッカーボーイの評価が揺るぐことなく、クラシックの有力馬とされていた。

##### 皐月賞
続いて、皐月賞（GI）に出走。敗戦時の優勝馬であるサッカーボーイ、ミュゲロワイヤルがアクシデントにより回避するなど、有力視された馬の出走がなかったが、4.2倍の2番人気という評価であった。代わって1番人気に推されたのは、共同通信杯4歳ステークスで先着され、スプリングステークス勝利から参戦したモガミナイン、3番人気は弥生賞で下したトウショウマリオとなり単勝オッズは「三強」を形成した。しかし、「三強といってもどこか頼りない」（野村英俊）という評価であった。

1枠2番の内枠から「好スタート」（岡嶋二人）となったが、アイビートウコウとキョウシンムサシの2頭がハナを奪い逃げに出て、それらに離された3番手につけた。先頭2頭の1000メートル通過は、59秒8という平均ペースとなり、先行有利の流れであった。最後の直線に入り、坂に差し掛かる手前で後退した逃げ馬2頭をかわして先頭となった。しかしその後盛んに追われても伸びず、後方待機から追い込んだヤエノムテキ、ディクターランドに差し切られ3着に敗退した。毎日杯4着と7着から参戦した9番人気のヤエノムテキ、14番人気のディクターランドという低評価の2頭に敗れた。そのため、早熟説やクラシック不向き説が盛んに唱えられ、「3着とはいっても内容が悪すぎる」「あれではとてもダービーでは期待できない」というマスコミの評価が飛び交っていた。中でも大川と梶山隆平は、このように回顧している。

##### 東京優駿（日本ダービー）
5月29日の東京優駿（日本ダービー）に参戦。サクラチヨノオーが皐月賞の不振だったこともあり、力の抜けた馬がいないと判断したマスコミは「横一線」「戦国ダービー」とかいた。当日の東京競馬場には史上第3位の入場人員15万9158人が集まり、投じられた260億9266万6100円は、ダービー史上最高額および中央競馬史上最高額の売上であった。
レース数日前、東京都渋谷区のNHKホールにて行われた「ダービーフェスティバル’88」では、スポーツ新聞6紙合同の予想が披露された。出席した記者全員がサクラチヨノオーを見切り、予想印は無印であった。レースは皐月賞を回避し、トライアル競走のNHK杯4着から参戦したサッカーボーイが1番人気に推された。しかし単勝オッズ5.8倍、支持率は12.75パーセントに留まり、人気は割れていた。さらに、当日の関東および関西の競馬新聞の予想印は、サッカーボーイを本命（◎）に据えたものはおらず、専門家の間でも評価が分かれていた。以下6.4倍の2番人気には皐月賞を制したヤエノムテキ。サクラチヨノオーは9.4倍の3番人気となり、同じ9.4倍の4番人気にはNHK杯3着のコクサイトリプルが続いた。
小島は、ダービーフェスティバルやマスコミの見解を知り、サクラチヨノオーに対する評価に不満を抱いていた。勝利のためにサッカーボーイよりも、メジロアルダンとコクサイトリプルというデビューから4戦目の2頭を特に警戒していた。前週に行われた優駿牝馬（オークス）ではスイートローザンヌで参戦し、理想の位置で勝利を確信した途端に骨折を発症し、競走中止および予後不良となったことから自身の運の無さを感じながら東京優駿に参戦した。
2枠5番から発走した。大外枠のアドバンスモアが果敢に逃げ、その7,8馬身離れた2番手で第1コーナーを通過した。アドバンスモアが第3コーナー付近で失速して後退し、代わってサクラチヨノオーなど数頭の先行勢が並んでいた。最終コーナーにて、馬場の外側からサクラチヨノオーが進出し、先頭となった。坂に差し掛かると、内からメジロアルダン外からコクサイトリプル、一番外からヤエノムテキが追い上げていた。坂を登りきり、残り200メートルを通過するとメジロアルダンにかわされて半馬身のリードを許していた。しかし小島は慌てず、右後方のコクサイトリプルを確認してから追い込みを始めた。小島に応えてサクラチヨノオーは再び加速してメジロアルダンに迫り、ゴール板直前でクビ差だけ差し返して先頭で入線。2分26秒3で走破し、1982年のバンブーアトラスのレースレコードを0秒2更新するレコードタイムで優勝した。
持込馬のために日本ダービー出走が叶わなかった父・マルゼンスキーの仔として、直前の故障のために日本ダービー出走が叶わなかった兄・サクラトウコウの弟として日本ダービー制覇を果たした。全は日本ダービー直前の5月12日に、前年の二冠馬サクラスターオーを亡くしたことから「スターオーの霊があと押ししてくれたかな」と発言。境は厩舎開業22年目にしてクラシック競走および日本ダービー制覇を果たし、境の父が亡くなる時でも見せなかった涙を人前で初めて見せた。小島は、1978年のサクラショウリ以来2勝目の日本ダービー制覇を達成。小島の母は、北海道小清水町の実家で前年12月に亡くした夫（太の父）の遺影を持って観戦し、涙を流していた。表彰式では、小島にトヨタ自動車からトヨタ・スープラが、麻倉未稀からキスがプレゼントされ、その日の夜には東京都日野市の全の自宅で祝勝会が行われた。大川はこう回顧する。

#### 5歳（1989年）
東京優駿の後に右前脚浅屈腱炎を発症し、長期離脱となった。その間に、1歳下の半弟サクラホクトオー（父:トウショウボーイ）が朝日杯3歳ステークスに優勝し、兄弟制覇を遂げた。
1989年5月、安田記念で350日ぶりの復帰。長期療養明けにもかかわらずホクトヘリオス、リンドホシに次ぐ3番人気に支持されたが、ブービー16着に敗退した。続く宝塚記念でも4番人気に支持されたが、競走中に故障を発生して失速。ブービーからさらに大差をつけられた最下位16着となった。競走後に屈腱炎の再発が確認されて、競走馬を引退。1989年6月25日に札幌競馬場で引退式が行われた。

## 競走成績
以下の内容は、netkeiba.comおよびJBISサーチの情報に基づく。
| 競走日     | 競馬場 | 競走名         | 格   | 距離（馬場）  | 頭 数 | 枠 番 | 馬 番 | オッズ （人気） | 着順 | タイム （上がり3F） | 着差 | 騎手    | 斤量 [kg] | 1着馬（2着馬）       |
| ---------- | ------ | -------------- | ---- | ------------- | ----- | ----- | ----- | --------------- | ---- | ------------------- | ---- | ------- | --------- | -------------------- |
| 1987.08.08 | 函館   | 3歳新馬        |      | 芝1000m（重） | 5     | 5     | 5     | 001.00（1人）   | 01着 | 00-59.5（36.1）     | -0.6 | 0小島太 | 53        | （シーバードパワー） |
| 0000.10.03 | 中山   | 芙蓉特別       | OP   | 芝1600m（良） | 9     | 8     | 8     | 001.40（1人）   | 01着 | 01:35.8（38.0）     | -0.4 | 0小島太 | 53        | （メイストーム）     |
| 0000.10.31 | 東京   | いちょう特別   | OP   | 芝1600m（不） | 7     | 4     | 4     | 001.30（1人）   | 02着 | 01:38.2（37.3）     | -0.4 | 0小島太 | 54        | マイネルロジック     |
| 0000.12.20 | 中山   | 朝日杯3歳S     | GI   | 芝1600m（良） | 6     | 5     | 5     | 001.90（1人）   | 01着 | 01:35.6（35.7）     | -0.1 | 0小島太 | 54        | （ツジノショウグン） |
| 1988.02.14 | 東京   | 共同通信杯4歳S | GIII | 芝1800m（良） | 12    | 3     | 3     | 002.40（1人）   | 04着 | 01:48.4（36.4）     | -0.5 | 0小島太 | 56        | ミュゲロワイヤル     |
| 0000.03.06 | 東京   | 弥生賞         | GII  | 芝2000m（良） | 11    | 5     | 7     | 005.50（2人）   | 01着 | 02:01.1（35.6）     | -0.3 | 0小島太 | 55        | （トウショウマリオ） |
| 0000.04.17 | 東京   | 皐月賞         | GI   | 芝2000m（良） | 18    | 1     | 2     | 004.20（2人）   | 03着 | 02:01.5（36.4）     | -0.2 | 0小島太 | 57        | ヤエノムテキ         |
| 0000.05.29 | 東京   | 東京優駿       | GI   | 芝2400m（良） | 24    | 2     | 5     | 009.40（3人）   | 01着 | 02:26.3（36.2）     | -0.1 | 0小島太 | 57        | （メジロアルダン）   |
| 1989.05.14 | 東京   | 安田記念       | GI   | 芝1600m（稍） | 17    | 2     | 4     | 007.20（3人）   | 16着 | 01:37.7（39.8）     | -3.4 | 0小島太 | 57        | バンブーメモリー     |
| 0000.06.11 | 阪神   | 宝塚記念       | GI   | 芝2200m（良） | 16    | 7     | 12    | 010.60（4人）   | 16着 | 02:18.8（41.4）     | -4.8 | 0小島太 | 56        | イナリワン           |

## 種牡馬時代
1990年より静内スタリオンステーションにて種牡馬入り。1993年にデビューした初年度産駒からサクラスーパーオーが第54回皐月賞で2着になって期待を集めたが、怪我で大成しなかった。
2002年に種牡馬を引退。去勢され、功労馬として新和牧場にて余生を送った。
2012年1月6日に立ち上がることができなくなり、翌1月7日に老衰のため死亡した。

### 主な産駒
以下、JBISサーチを参照
- 1991年産
  - サクラスーパーオー（皐月賞2着）
- 1992年産
  - ヒノデチヨノオー（ジュニアカップ、王冠賞）
- 1993年産
  - サクラエキスパート（愛知杯）
  - アドマイヤビゴール（神戸新聞杯2着）
  - マルカテンメイ（笠松ジュニアグランプリ）
- 1994年産
  - コウチエラミー（札幌日刊スポーツ杯）
  - アクティブステート（新潟ダービー）
- 1995年産
  - マイターン（東海ウインターステークス、オグリキャップ記念、ダイオライト記念）
  - アービルシーザー（豊栄記念）
- 1997年産
  - ツキダテヒカリ（瑞穂賞、赤レンガ記念）

### ブルードメアサイアーとしての主な産駒
- 1997年産
  - ミカワウエスタン（上山こまくさ賞）
- 2001年産
  - テットウテツビ（荒尾九州記念、大阿蘇大賞典）
- 2005年産
  - サクラロミオ（平安S 3着、みやこS 3着）
- 2011年産
  - グルームアイランド（中日杯、報知オールスターＣ、オグリキャップ記念、金沢スプリングC、イヌワシ賞、北國王冠）

## 血統表
| サクラチヨノオーの血統      | サクラチヨノオーの血統                                    | サクラチヨノオーの血統                           | （血統表の出典）                                 | （血統表の出典） |
| 父 マルゼンスキー 1974 鹿毛 | 父の父Nijinsky 1967 鹿毛                                  | Northern Dancer                                  | Nearctic                                         | Nearctic         |
| 父 マルゼンスキー 1974 鹿毛 | 父の父Nijinsky 1967 鹿毛                                  | Northern Dancer                                  | Natalma                                          |                  |
| 父 マルゼンスキー 1974 鹿毛 | 父の父Nijinsky 1967 鹿毛                                  | Flaming Page                                     | Bull Page                                        | Bull Page        |
| 父 マルゼンスキー 1974 鹿毛 | 父の父Nijinsky 1967 鹿毛                                  | Flaming Page                                     | Flaring Top                                      |                  |
| 父 マルゼンスキー 1974 鹿毛 | 父の母*シル Shill 1970 鹿毛                               | Buckpasser                                       | Tom Fool                                         | Tom Fool         |
| 父 マルゼンスキー 1974 鹿毛 | 父の母*シル Shill 1970 鹿毛                               | Buckpasser                                       | Busanda                                          |                  |
| 父 マルゼンスキー 1974 鹿毛 | 父の母*シル Shill 1970 鹿毛                               | Quill                                            | Princequillo                                     | Princequillo     |
| 父 マルゼンスキー 1974 鹿毛 | 父の母*シル Shill 1970 鹿毛                               | Quill                                            | Quick Touch                                      |                  |
| 母 サクラセダン 1972 鹿毛   | 母の父*セダン Sedan 1955 鹿毛                             | Prince Bio                                       | Prince Rose                                      | Prince Rose      |
| 母 サクラセダン 1972 鹿毛   | 母の父*セダン Sedan 1955 鹿毛                             | Prince Bio                                       | Biologie                                         |                  |
| 母 サクラセダン 1972 鹿毛   | 母の父*セダン Sedan 1955 鹿毛                             | Sraffa                                           | Oresenigo                                        | Oresenigo        |
| 母 サクラセダン 1972 鹿毛   | 母の父*セダン Sedan 1955 鹿毛                             | Sraffa                                           | Signa                                            |                  |
| 母 サクラセダン 1972 鹿毛   | 母の母*スワンズウッドグローヴ Swanswood Grove 1960 黒鹿毛 | Grey Sovereign                                   | Nasrullah                                        | Nasrullah        |
| 母 サクラセダン 1972 鹿毛   | 母の母*スワンズウッドグローヴ Swanswood Grove 1960 黒鹿毛 | Grey Sovereign                                   | Kong                                             |                  |
| 母 サクラセダン 1972 鹿毛   | 母の母*スワンズウッドグローヴ Swanswood Grove 1960 黒鹿毛 | Fakhry                                           | Mahmoud                                          | Mahmoud          |
| 母 サクラセダン 1972 鹿毛   | 母の母*スワンズウッドグローヴ Swanswood Grove 1960 黒鹿毛 | Fakhry                                           | Fille de Salut                                   |                  |
| 母系(F-No.)                 | スワンズウッドグローヴ系(FN:16-a)                         | スワンズウッドグローヴ系(FN:16-a)                | スワンズウッドグローヴ系(FN:16-a)                | [ § 2 ]          |
| 5代内の近親交配             | Prince Rose 5×4、Nearco 5×5、Menow 5･5（父系内）          | Prince Rose 5×4、Nearco 5×5、Menow 5･5（父系内） | Prince Rose 5×4、Nearco 5×5、Menow 5･5（父系内） | [ § 3 ]          |
| 出典                        | 1. 2. 3.                                                  | 1. 2. 3.                                         | 1. 2. 3.                                         | 1. 2. 3.         |

全兄サクラトウコウは、七夕賞の勝馬。
半弟サクラホクトオーは、朝日杯3歳ステークスの勝馬。
全妹セダンフォーエバーは、サクラプレジデント（中山記念など重賞3勝）の母、サクラヴィクトリア（ 関東オークス）、サクラトゥジュール（東京新聞杯）の祖母、ラッキードリーム（JBC2歳優駿）の曽祖母。